# Coupe du monde de saut à ski 1995-1996
Navigation
Édition précédente Édition suivante
L'édition 1995/1996 de la coupe du monde de saut à ski est une compétition sportive internationale rassemblant les meilleurs athlètes mondiaux pratiquant le saut à ski. Elle s'est déroulée entre le 2 décembre 1995 et le 16 mars 1996 et a été remportée par l'Autrichien Andreas Goldberger suivi des Finlandais Ari-Pekka Nikkola et Janne Ahonen.

## Classement général
| Rang | Nom                      | Pays      | Points |
| ---- | ------------------------ | --------- | ------ |
| 1    | Andreas Goldberger       | Autriche  | 1416   |
| 2    | Ari-Pekka Nikkola        | Finlande  | 1384   |
| 3    | Janne Ahonen             | Finlande  | 1054   |
| 4    | Jens Weissflog           | Allemagne | 1028   |
| 5    | Masahiko Harada          | Japon     | 982    |
| 6    | Mika Laitinen            | Finlande  | 914    |
| 7    | Adam Małysz              | Pologne   | 751    |
| 8    | Hiroya Saito             | Japon     | 747    |
| 9    | Reinhard Schwarzenberger | Autriche  | 724    |
| 10   | Primož Peterka           | Slovénie  | 670    |

## Résultats
| Date             | Lieu                   | Vainqueur                                                                                        | Deuxième                                                                    | Troisième                                                                                        |
| ---------------- | ---------------------- | ------------------------------------------------------------------------------------------------ | --------------------------------------------------------------------------- | ------------------------------------------------------------------------------------------------ |
| 2 décembre 1995  | Lillehammer            | Mika Laitinen                                                                                    | Ari-Pekka Nikkola                                                           | Masahiko Harada                                                                                  |
| 3 décembre 1995  | Lillehammer            | Janne Ahonen                                                                                     | Jinya Nishikata                                                             | Ari-Pekka Nikkola                                                                                |
| 8 décembre 1995  | Villach                | Masahiko Harada                                                                                  | Mika Laitinen                                                               | Ari-Pekka Nikkola                                                                                |
| 9 décembre 1995  | Planica                | Finlande - Jani Soininen - Mika Laitinen - Ari-Pekka Nikkola - Janne Ahonen                      | Japon - Kenji Suda - Jinya Nishikata - Hiroya Saito - Masahiko Harada       | Norvège - Roar Ljoekelsoey - Espen Bredesen - Eirik Halvorsen - Lasse Ottesen                    |
| 10 décembre 1995 | Planica                | Mika Laitinen                                                                                    | Roar Ljoekelsoey                                                            | Janne Ahonen                                                                                     |
| 12 décembre 1995 | Predazzo               | Mika Laitinen                                                                                    | Ari-Pekka Nikkola                                                           | Andreas Goldberger                                                                               |
| 16 décembre 1995 | Chamonix               | Ari-Pekka Nikkola                                                                                | Janne Ahonen                                                                | Ralf Gebstedt                                                                                    |
| 17 décembre 1995 | Chamonix               | Hiroya Saito                                                                                     | Ari-Pekka Nikkola                                                           | Masahiko Harada                                                                                  |
| 28 décembre 1995 | Oberhof                | Mika Laitinen                                                                                    | Ari-Pekka Nikkola                                                           | Jens Weißflog                                                                                    |
| 30 décembre 1995 | Oberstdorf             | Mika Laitinen                                                                                    | Jens Weißflog                                                               | Masahiko Harada                                                                                  |
| 1er janvier 1996 | Garmisch-Partenkirchen | Reinhard Schwarzenberger                                                                         | Espen Bredesen                                                              | Jens Weißflog                                                                                    |
| 4 janvier 1996   | Innsbruck              | Andreas Goldberger                                                                               | Jens Weißflog                                                               | Hiroya Saito                                                                                     |
| 6 janvier 1996   | Bischofshofen          | Jens Weißflog                                                                                    | Espen Bredesen                                                              | Ari-Pekka Nikkola                                                                                |
| 13 janvier 1996  | Engelberg              | Jani Soininen                                                                                    | Jinya Nishikata                                                             | Andreas Goldberger                                                                               |
| 14 janvier 1996  | Engelberg              | Andreas Goldberger                                                                               | Reinhard Schwarzenberger                                                    | Espen Bredesen                                                                                   |
| 20 janvier 1996  | Sapporo                | Jens Weißflog                                                                                    | Eirik Halvorsen                                                             | Reinhard Schwarzenberger                                                                         |
| 21 janvier 1996  | Sapporo                | Ari-Pekka Nikkola Andreas Goldberger                                                             | -                                                                           | Hiroya Saito                                                                                     |
| 27 janvier 1996  | Zakopane               | Primož Peterka                                                                                   | Andreas Goldberger                                                          | Reinhard Schwarzenberger                                                                         |
| 28 janvier 1996  | Zakopane               | Andreas Goldberger                                                                               | Primož Peterka                                                              | Ari-Pekka Nikkola                                                                                |
| 10 février 1996  | Kulm                   | Janne Ahonen                                                                                     | Andreas Goldberger                                                          | Ari-Pekka Nikkola                                                                                |
| 11 février 1996  | Kulm                   | Andreas Goldberger                                                                               | Christof Duffner                                                            | Janne Ahonen                                                                                     |
| 18 février 1996  | Iron Mountain          | Jens Weißflog                                                                                    | Andreas Widhoelzl                                                           | Janne Ahonen                                                                                     |
| 18 février 1996  | Iron Mountain          | Masahiko Harada                                                                                  | Adam Małysz                                                                 | Kimmo Savolainen                                                                                 |
| 23 février 1996  | Trondheim              | Finlande - Ari-Pekka Nikkola - Jani Soininen - Janne Ahonen - Mika Laitinen                      | Japon - Takanobu Okabe - Jun Shibuya - Masahiko Harada - Hiroya Saito       | Allemagne - Gerd Siegmund - Christof Duffner - Dieter Thoma - Jens Weißflog                      |
| 28 février 1996  | Kuopio                 | Kimmo Savolainen                                                                                 | Jaroslav Sakala                                                             | Janne Väätäinen                                                                                  |
| 1er mars 1996    | Lahti                  | Masahiko Harada                                                                                  | Mika Laitinen                                                               | Adam Małysz Primož Peterka                                                                       |
| 2 mars 1996      | Lahti                  | Japon - Takanobu Okabe - Jinya Nishikata - Masahiko Harada - Hiroya Saito                        | Allemagne - Ralf Gebstedt - Christof Duffner - Dieter Thoma - Jens Weißflog | Autriche - Martin Hoellwarth - Reinhard Schwarzenberger - Stefan Horngacher - Andreas Goldberger |
| 3 mars 1996      | Lahti                  | Masahiko Harada                                                                                  | Primož Peterka                                                              | Jani Soininen                                                                                    |
| 9 mars 1996      | Harrachov              | Andreas Goldberger                                                                               | Christof Duffner                                                            | Jaroslav Sakala                                                                                  |
| 13 mars 1996     | Falun                  | Primož Peterka                                                                                   | Adam Małysz                                                                 | Jens Weißflog                                                                                    |
| 15 mars 1996     | Oslo                   | Autriche - Martin Hoellwarth - Reinhard Schwarzenberger - Andreas Widhoelzl - Andreas Goldberger | Norvège - Paal Hansen - Sturle Holseter - Espen Bredesen - Roar Ljoekelsoey | Allemagne - Gerd Siegmund - Michael Uhrmann - Christof Duffner - Jens Weißflog                   |
| 16 mars 1996     | Oslo                   | Adam Małysz                                                                                      | Janne Ahonen                                                                | Masahiko Harada                                                                                  |

## Liens & Source
Résultats Officiels FIS